# That Lucky Old Sun
«That Lucky Old Sun» es una canción popular de 1949 compuesta por Beasley Smith y con letra de Haven Gillespie. Al igual que "Ol' Man River", su letra contrasta las fatigas y dificultades de la vida del cantante con el olvido del mundo natural.
La versión más conocida fue realizada por Frankie Lanie y publicada por Mercury Records como sencillo. Alcanzó el primer puesto en la lista Best Seller de Billboard el 19 de agosto de 1949, donde estuvo veintidós semanas. Otra grabación de Vaughn Monroe & His Orchestra fue publicada por RCA Victor en vinilo de 78 rpm y por EMI en su sello de His Master's Voice. Entró en la lista Best Seller de Billboard el 16 de septiembre de 1949, donde estuvo un total de 14 semanas, llegando al puesto nueve.
La versión de Louis Armstrong fue publicada por Decca Records en sencillo. Entró en la lista Best Seller de Billboard el 14 de octubre de 1949, donde estuvo un total de tres semanas, llegando al puesto 24. Frank Sinatra también grabó la versión durante su etapa en Columbia Records y alcanzó el puesto 16 en la misma lista, en la que entró el 29 de octubre de 1949. La versión de Sinatra fue incluida en el álbum recopilatorio The Best of The Columbia Years 1943–1952.

## Versiones
"That Lucky Old Sun" ha sido versionada por una larga lista de músicos, entre la que figuran LaVern Baker, Jerry Lee Lewis, Sam Cooke, The Velvets, Ray Charles, Aretha Franklin, Paul Williams, Willie Nelson, Jerry García Band, Little Willie Littlefield, Johnny Cash (en el álbum American III: Solitary Man), Brian Wilson (en el álbum That Lucky Old Sun), Kenny Chesney, Seth Avett, Chris Isaak y Bob Dylan.